# Devonshire (Bermudes)
Pour les articles homonymes, voir Devon.
La paroisse de Devonshire est l'une des neuf paroisses des Bermudes.

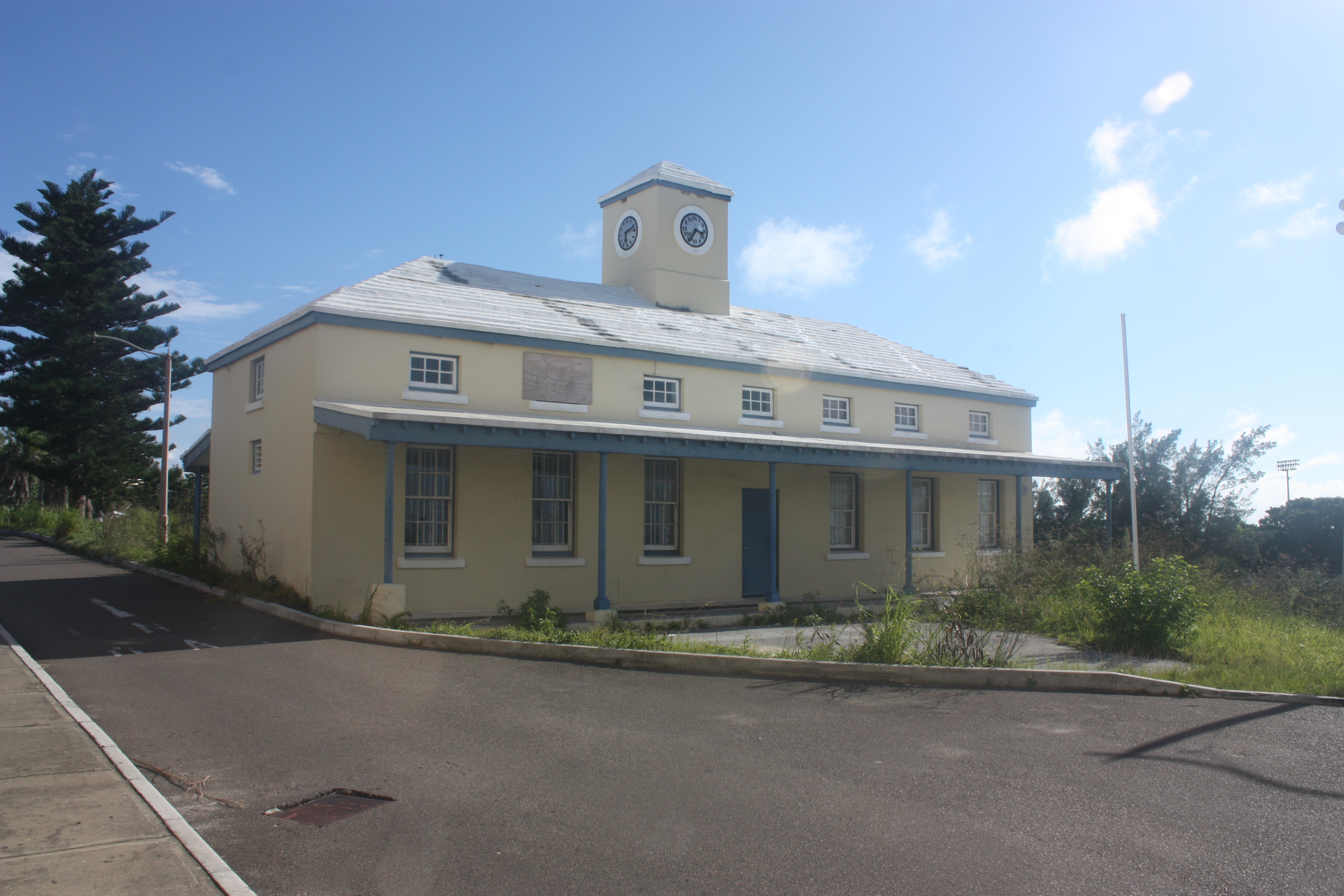
Le poste de garde de Prospect Camp en 2011